# زامرسکی
زامرسکی (به چکی: Zámrsky) یک منطقهٔ مسکونی در جمهوری چک است که در شهرستان پرژروف واقع شده‌است. زامرسکی ۸ کیلومتر مربع مساحت و ۲۳۱ نفر جمعیت دارد و ۳۴۰ متر بالاتر از سطح دریا واقع شده‌است.